# 평택여자중학교
평택여자중학교(平澤女子中學校)는 대한민국 경기도 평택시 비전동에 있는 공립 중학교이다.

## 학교 연혁
- 1954년 7월 7일 : 문교부 설립인가(6학급)
- 1954년 9월 5일 : 개교
- 1954년 11월 27일 : 초대 박재순 교장 취임
- 1971년 9월 1일 : 평택여중·고 통합학교에서 분리
- 1990년 4월 4일 : 평택여종고 신축 이전(세교동)
- 1994년 12월 31일 : 본관 총 60교실 완공
- 2002년 12월 10일 : 후관 교실 및 급식소 준공
- 2008년 11월 4일 : 체육관(명덕관) 준공
- 2021년 3월 1일 : 혁신학교 운영
- 2021년 9월 1일 : 제24대 이규성 교장 취임
- 2024년 1월 5일 : 제69회 졸업식(13학급 425명 졸업)
- 2024년 3월 4일 : 제70회 입학식(13학급 385명 입학)

## 참고 자료
- 평택여자중학교 - 한국교육학술정보원 학교알리미